# Apl.de.ap
Allan Pineda Lindo, mer känd under sitt artistnamn apl.de.ap (/æpəldiæp/), född 28 november 1974 i Angeles City, Filippinerna, är en amerikansk hiphopmusiker, rappare och musikproducent mest känd då han 1995 startade gruppen The Black Eyed Peas tillsammans med William James Adams.